# Caio Vipstano Messala Galo
Caio Vipstano Messala Galo (em latim: Gaius Vipstanus Messalla Gallus), amplamente conhecido como Messala Vipstano Galo, foi um senador romano nomeado cônsul sufecto para o segundo semestre de 48 com Lúcio Vitélio, o Jovem. Com base em seu nome, o historiador Ronald Syme sugeriu que Galo era filho de Lúcio Vipstano Galo, pretor em 17, e de Valéria Messala, neta de Marco Valério Messala Corvino. Por esta mesma tese, ele seria irmão de Lúcio Vipstano Publícola, cônsul no primeiro semestre de 48. Mas é possível também que ele seja filho de Marco Vipstano Galo, cônsul sufecto em 18.

## Carreira e família
Devrecker identificou Galo como sendo um magistrado extraordinário em Teano em 46, o seu mais antigo posto conhecido. Depois do consulado, Galo foi legado imperial da Panônia entre 52 e 53 e procônsul da Ásia entre 59 e 60.
Acredita-se que Galo seja o pai do orador Lúcio Vipstano Messala. Sua esposa, de nome desconhecido, já havia se casado antes com Marco Aquílio Régulo, com quem teve um filho chamado Lúcio Aquílio Régulo.